# League of Wales 1999-2000
L'edizione 1999-2000 della League of Wales vide la vittoria finale della Total Network Solutions di Llansantffraid.
Capocannoniere del torneo fu Chris Summers (Cwmbran Town), con 28 reti.

## Classifica finale
|    | Classifica           | G  | V  | N  | P  | GF | GS | Dif | Pt |
| -- | -------------------- | -- | -- | -- | -- | -- | -- | --- | -- |
| 1  | TNS Llansantffraid   | 34 | 24 | 4  | 6  | 69 | 37 | 32  | 76 |
| 2  | Barry Town           | 34 | 23 | 5  | 6  | 98 | 34 | 64  | 74 |
| 3  | Cwmbran Town         | 34 | 21 | 6  | 7  | 71 | 37 | 34  | 69 |
| 4  | Carmarthen Town      | 34 | 22 | 3  | 9  | 68 | 42 | 26  | 69 |
| 5  | Llanelli             | 34 | 21 | 3  | 10 | 76 | 46 | 30  | 66 |
| 6  | Aberystwyth Town     | 34 | 19 | 4  | 11 | 70 | 46 | 24  | 61 |
| 7  | Connah's Quay Nomads | 34 | 17 | 6  | 11 | 57 | 35 | 22  | 57 |
| 8  | Newtown              | 34 | 14 | 6  | 14 | 48 | 41 | 7   | 48 |
| 9  | Bangor City          | 34 | 15 | 3  | 16 | 56 | 61 | -5  | 48 |
| 10 | Afan Lido            | 34 | 12 | 10 | 12 | 45 | 43 | 2   | 46 |
| 11 | Rhyl                 | 34 | 13 | 5  | 16 | 40 | 60 | -20 | 44 |
| 12 | Caersws              | 34 | 11 | 8  | 15 | 49 | 50 | -1  | 41 |
| 13 | NEWI Cefn Druids     | 34 | 13 | 2  | 19 | 44 | 63 | -19 | 41 |
| 14 | Rhayader Town        | 34 | 9  | 7  | 18 | 35 | 48 | -13 | 34 |
| 15 | Inter Cardiff        | 34 | 8  | 6  | 20 | 30 | 62 | -32 | 30 |
| 16 | Haverfordwest County | 34 | 6  | 11 | 17 | 37 | 65 | -28 | 29 |
| 17 | Conwy Town           | 34 | 6  | 5  | 23 | 33 | 96 | -63 | 23 |
| 18 | Caernarfon Town      | 34 | 1  | 8  | 25 | 21 | 81 | -60 | 11 |

### Verdetti
- The New Saints Campione del Galles 1999-2000.
- Conwy Town e Caernarfon Town retrocesse.